# 마장마술
마장마술(馬場馬術)은 가로 60m, 세로 20m의 마장에서 일정하게 정해진 운동과목을 얼마나 정확하고 아름답게 하는가를 심판이 주관적으로 평가하는 경기이다. 마장마술은 기수와 말의 교감을 매우 중요시하게 여긴다. 국제마술연맹의 마장마술경기 규정에 의하면 승마자는 말에게 침착하고 유순하며, 늘어지 않고 유연성, 신뢰감, 주의력 및 민첩성을 부여함으로써 인마일체가 되는데 마술의 목적을 둔다고 하였다. 이와 같이 하려면 첫째, 보조가 자연스럽고 조화되어야 할 것. 둘째, 운동이 잘 조화되고 경쾌하며 무리가 없어야 할 것. 셋째, 왕성한 추진력에 의하여 앞다리가 경쾌하며 뒷다리가 잘 사용되어야 할 것. 넷째, 계속 순종성을 유지하며 긴장과 저항 없이 재갈을 입에서 받고 있을 것 등에 의하여 실현된다고 하였다. 그렇게 함으로써 승마자가 요구하는 운동을 말이 자발적으로 하는 것처럼 보여야 하며 승마자를 신뢰하고 주의를 기울이며 경쾌하게 자신을 맡기고 직선상의 어떤 운동에 있어서도 똑바로 자세를 유지하며 곡선 상에서는 마체를 곡선에 일치시켜야 한다고 하였다. 
이렇게 하기 위하여 승마자는 어떠한 운동과목 중이라도 전혀 말위에서 동요 없이 안정되고 우아한 자제를 유지해야 된다. 주먹은 서로 접근하면서 닿지 않으며 낮게 내려서 말 목 위에서도 닿지 않게 고정되어 있고 팔꿈치와 팔은 몸에 댐으로서 부드럽고 상체를 곧게 펴고 있으나 유연하게 흔들림이 없으며, 다리도 등자를 자연스럽게 내려 밟은 상태로 마체에 고정되어 동요되지 않게 하여야 한다. 그러나 승마란 동적인 운동이므로 이렇게 바른 자세로 앉아 있는 것만이 최선은 아니다. 정해진 지점에서 말의 걸음을 바꾸거나 정지, 전진을 수시로 하기 때문에 승마자는 항상 주먹, 다리를 사용하며 체중을 이동하기도 한다. 그러나 이와 같은 동작을 되도록 보는 이들의 눈에 띄지 않게 할수록 보다 좋은 점수를 얻게 되며 이것이 앞에서 말한 말이 자발적으로 움직이는 것처럼 보이게 하는 것이다.

## 기본운동 과목

### 전진
정지한 말을 요구하는 운동으로 전진시키는 것으로 가장 중요한 것은 전진에 따른 사람의 중심일치 상태이다. 다시 말해 말의 전진 동작에 따라 관성에 의해 승마자가 뒤에 쳐진다든지 하는 것이 없이 바른 자세를 가지고 따라가는 것을 말한다.

### 정지
행진중인 말의 걸음을 중단시켜 정지시키는 것으로 이때는 네 다리를 바르게 정렬시키는 것이 필수 요건이다. 어느 한 다리라도 앞쪽이나 뒤쪽으로 딛지 않고 두 앞다리와 두 뒷다리는 한 선위에 정렬되어야 한다. 이때 목은 바르게 머리는 수직에서 약간 전방으로 유지한다. 귀와 꼬리등 모든 동작이 멈추어진 상태일수록 좋다. 정지시의 동작은 급정지가 아니고 마치 날아가는 학이 소나무 가지에 앉는 듯한 가벼우면서도 신속한 동작이어야 한다.

### 후진
좌우 똑같이 행해지는 역행운동으로 발을 충분히 돌려 끌지 않으며 직선상에서 똑바로 걸음을 뒤로 옮겨야 한다. 이때 승마자의 조작에 머리를 쳐들거나 흔드는 행위, 입을 벌리고 머리를 내리는 등의 반항이 없어야 한다.

### 평보
네 다리를 4절도에 의해 한 다리씩 전진시키는 걸음이다. 이때 딱딱한 땅에서라면 네 다리를 딛는 소리가 일정하고 명료하게 들려야 한다.
- 보통평보 : 평상적인 보폭으로 1분간 110보를 걷는 속도의 걸음
- 수축평보 : 보통평보 보다 보폭은 단축되나 목을 높이고 걸음을 보다 높이 걸으며 당당하고 활력이 있는 걸음
- 중간평보 : 신장평보의 중간정도
- 신장평보 : 보폭을 될 수 있는대로 넓게하여 걷는 보도가 신장된 평보. 뒷다리가 앞다리 발자국을 넘어 딛는 것이 원칙이다. 이때 말의 머리는 내뻗어도 된다.
- 자유평보 : 휴식을 위한 걸음으로 고삐를 늦추어 말의 머리를 자유스럽게 내뻗게 하여 긴장을 완화시키는 걸음

### 속보
말의 대각선 앞 뒷다리(좌전지-우후지, 또는 우전지-좌후지)가 동시에 걷는 2절도의 걸음이다. 속보의 좋고 나쁨은 걸음의 탄력성과 일정도, 유연성, 활발성, 경쾌성 및 추진기세 등에 의해 평가된다.
- 보통속보 : 분당 220m를 가는 평상적인 속보로 뒷다리가 정확히 앞다리의 발자국을 밟는 것을 원칙으로 한다.
- 수축속보 : 속도는 감속, 보폭은 단축, 마체는 머리를 높이 굴요(屈橈 : 말의 입을 양보하여 머리를 높게 들고 콧등을 수직상태로 만드는 것)하여 수축에 의한 강한 전진기세가 있으며 동작이 경쾌한 속보
- 중간속보 : 보통속보와 신장속보 사이에 있는 걸음으로 중간정도로 신장된 걸음과 후구로부터의 추진력을 가지고 있는 속보
- 신장속보 : 보폭을 최대한 넓게 하여 걷는 속보, 앞다리를 내어 뻗고 뒷다리가 몸체밑으로 깊이 디디며 강한 탄발력이있어야 한다.

### 구보
3절도로 이루어진 걸음으로 네 다리가 일시 공중에 비약하는 공지기의 간격이 있다. 이때 마체를 진직(眞直)하게 유지하는 것이 중요하다.
- 보통구보 : 분당 320m를 가는 평상적인 구보로 후구의 동작에 의하여 발동되는 추진력이 중요시되는 걸음
- 수축구보 : 보폭을 단축하여 보퉁 구보보다 굴요된 상태로 걷는 걸음. 수촉속보와 마찬가지 요령
- 중간구보 : 보통구보와 신장구보 사이에 있는 걸음. 중간속보와 요령이 동일
- 신장구보 : 분당 420m를 가는 구보로 속보의 신장 요령과 동일
- 답보변환 : 구보시 공중에서 다리를 변환하는 것으로 특정지점이나 일정한 걸음마다 변환한다. 답보변환시 마체는 반드시 직진을 유지

### 옆걸음(사행보와 하프패스)
운동과목의 진행 중 비스듬한 방향으로 행해지는 것으로 말은 수축되고 추진 기세를 잃지 않으며 바깥쪽 다리가 안쪽 다리를 넘어 교차하고, 말의 눈길은 진행방향을 보며 걷는 걸음. 이때 후구보다 전구가 선행되어야 한다.

### 기타
- 윤승 : 마체를 곡선에 일치시키고 똑바르게 원운동을 하는 것.
- 선회 : 앞다리를 중심으로 회전하는 전지선회(前脂旋回)와 뒷다리를 중심으로 회전하는 후지선회(後脂旋回)가 있다.

두가지 모두 한걸음 한걸음, 후진이나 정지없이 침착하게 회전하는 것이 중요하다.

## 경기의 진행 방법
호명한 선수가 마장의 A지점에서 입장하여 X지점에서 정지하여 전면에 있는 심판석을 향해 경례를 하면 경기가 시작된다. 경기 개시 전이라도 입장할 때부터 채점이 시작되며 각 과목을 끝내고 코스에 정해진 지점에서 정지하여 경례를 하면 경기가 끝난다. 채점은 구분된 각 과목별로 실시되며 그 외에 보조나 승마자의 자세에 대한 종합관찰 점수가 채점되어 최종적인 점수가 집계되어 발표된다. 이때 감점 사항으로는 경로위반과 운동과목의 불실시가 있을 때 1회는 감점 2점, 2회는 감점 4점, 3회의 경로위반이나 불실시가 있을 경우 그 선수는 실권이 된다. 또 알아두어야 할 사항은 선수는 반드시 규정된 복장과 마구만 사용해야 하며 일체의 보조도구를 사용할 수가 없으나 박차는 반드시 착용해야 한다.
말은 승마자의 지시에 자신없이 굽실거리지 않고, 주의력과 신뢰를 가지고 기꺼이 응하며 모든 동작에 조화와 경쾌함이 있어 무리하지 않아야 된다. 이것은 말이 승마자의 가벼운 접촉의 동작에 의해 유연한 목덜미를 가지며 조금도 저항(말이 머리를 치켜들거나 흔드는 것, 이유 없이 다리를 차거나 일어서는 등의 행위)이나 회피(운동중 코스를 이탈하거나 방향을 급히 바꾸는 등의 행위)가 없는 재갈받이(말이 입속의 재갈을 즐겁게 받으면서 머리를 정상적인 위치로 계속 유지한 채로 거리낌 없이 진행하는 것)에 의해 이루어진다. 그리고 말이 혀를 입 밖으로 내밀거나 목을 깊게 안쪽으로 말아들이며 이를 갈거나 꼬리를 몹시 흔드는 것 등도 말의 신경질, 긴장, 저항을 나타내는 것으로 경기중의 이런 행위는 좋은 점수를 받을 수가 없다.

## 같이 보기
- 장애물 경기